# Pinocchias natus
Pinocchias natus – gatunek pluskwiaków z rodziny owoszczowatych i podrodziny Issinae, jedyny z monotypowego rodzaju Pinocchias.
Gatunek i rodzaj opisane zostały w 2005 roku przez Władimira M. Gnezdilova i Michaela R. Wilsona.
Pluskwiak upodobniony do ryjkowców. Głowa o metope pozbawionym środkowego i podbocznych kilów i wykształconym w walcowaty ryjek. Kile boczne na metope nie osiągają wierzchołka ryjka. Odnóża przedniej pary o silnie spłaszczonych udach i goleniach, a tylnej o goleniach z 1-3 ząbkami bocznymi. Narządy rozrodcze samców z edeagusem pozbawionym pary haków po stronie brzusznej, czym wyróżnia się on na tle innych rodzajów plemienia.
Owoszczowaty ten jest endemitem Bangladeszu.